# Loch Long (Highlands)
Pour les articles homonymes, voir Loch Long.
Le loch Long est un loch maritime d'Écosse, dans le Nord-Ouest du Royaume-Uni. Orienté nord-est-sud-ouest, il est entouré par les Highlands et communique avec le loch Alsh formé de la réunion du loch Long et du loch Duich. À son extrémité sud-ouest, il est traversé par un pont emprunté par la route A87 juste après le village de Dornie situé sur son rivage oriental.

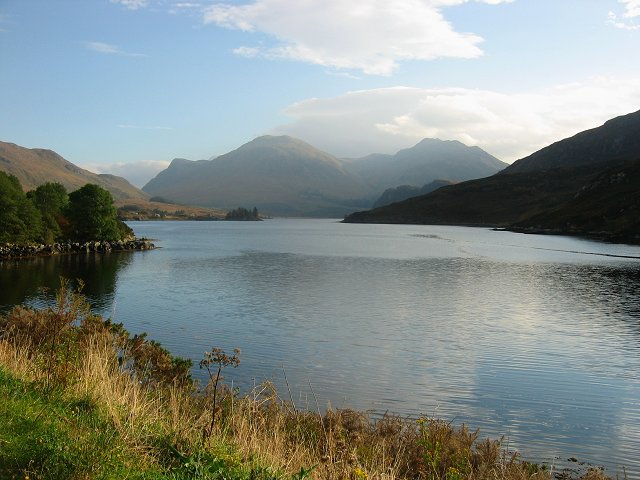
Paysage du loch Long en direction du nord-est avec le Ben Killilan et le Sgumain Coinntich en arrière-plan.